# Aby (Lincolnshire)
Pour les articles homonymes, voir Aby.
Aby est un village du Lincolnshire, en Angleterre.
Le nom du village signifie « village sur une rivière » (du vieux norrois á, rivière, et býr, village) et est identique à celui de la localité suédoise d'Åby dans la commune de Norrköping.